# Alembic (infographie)
Pour le fabricant américain de guitares et basses électriques, voir Alembic.
Ne doit pas être confondu avec Alambic.
Alembic est un format d'échange de fichier pour l'infographie développé par Sony Pictures Imageworks et Industrial Light & Magic,,. Il est annoncé pour la première fois au SIGGRAPH 2011, et a depuis été largement adopté dans l'industrie par les professionnels des effets visuels et de l'animation.
Son objectif principal est l'échange de géométries (modèles 3D) entre différents groupes travaillant sur le même flux de travail. Il s’agit souvent de différents départements d’une même entreprise ou de différents studios travaillant sur les mêmes projets. Alembic prend en charge la plupart des géométries 3d utilisées dans l'industrie, notamment les maillages polygonaux, les surfaces de subdivision, les courbes paramétriques, les correctifs NURBS et les particules. Alembic prend également en charge les hiérarchies et les clés d'animations des caméras. La version la plus récente accepte également les matériaux (en) et les lumières. Il ne s'intéresse pas particulièrement au stockage du graphique de dépendance complexe des outils procéduraux, mais stocke plutôt les résultats « bakés » (c'est-à-dire avec une clé d'animation sur chaque image).

## Logiciels utilisant le format Alembic

### Intégré dans la version de base
| Logiciel        | Version | Éditeur                 |
| --------------- | ------- | ----------------------- |
| Flame           | 2016    | Autodesk                |
| Maya            | 2012    | Autodesk                |
| 3ds Max         | 2016    | Autodesk                |
| KATANA          | 1.1     | The Foundry             |
| Houdini         | 11.1    | Side Effects Software   |
| iClone (en)     | 6.5     | Reallusion Inc.         |
| RenderMan       | ?       | Pixar                   |
| Arnold          | ?       | Solid Angle             |
| MARI            | 10.2v1  | The Foundry             |
| MODO            | 10.2v1  | The Foundry             |
| NUKE            | 7.0     | The Foundry             |
| Cinema 4D       | R14     | Maxon                   |
| V-Ray           | 2012    | Chaos Group             |
| Guerilla Render | 0.15.2  | Mercenaries Engineering |
| RealFlow (en)   | 2013    | Next Limit              |
| Maxwell Render  | 3       | Next Limit              |
| Clarisse iFX    | 2012    | Isotropix               |
| LightWave 3D    | 11.6    | NewTek (en)             |
| Keyshot Pro     | 4       | Luxion                  |
| Octane Render   | 1.5     | Otoy                    |
| Blender         | 2.78    | Fondation Blender       |
| Fusion          | 7.0     | Blackmagic Design       |

### Enplugin
| Plugin           | Logiciel                         | Éditeur               |
| ---------------- | -------------------------------- | --------------------- |
| Crate Suite      | 3DS Max, Maya, Softimage, Arnold | Exocortex             |
| AtomKraft        | Nuke, After Effects              | Jupiter Jazz          |
| Ortholab         | Mudbox                           | Ortholab              |
| DF Plugin        | 3DS Max                          | Digital Frontier (en) |
| Alembic Exporter | DAZ Studio                       | DAZ 3D                |

## L Liens externes
- Site officiel
- Alembic sur GitHub